# Edosa ochracea
Edosa ochracea är en fjärilsart som beskrevs av Edward Meyrick 1893. Edosa ochracea ingår i släktet Edosa och familjen äkta malar. Inga underarter finns listade i Catalogue of Life.